# Nova vas pri Konjicah
Nova vas pri Konjicah je naselje u slovenskoj Općini Slovenskim Konjicama. Nova vas pri Konjicah se nalazi u pokrajini Štajerskoj i statističkoj regiji Savinjskoj. 

## Stanovništvo
Prema popisu stanovništva iz 2002. godine naselje je imalo 82 stanovnika.